# Leyre Vesperinas
Leyre Vesperinas Calderón (Pamplona, 1 de julio de 2006) es una jugadora de balonmano española que juega de central y lateral izquierdo en el Club Balonmano Femenino Málaga Costa del Sol.

## Trayectoria
Desde sus inicios, la navarra se formó en la SCDR Anaitasuna hasta la categoría juvenil y ha participado en la Selección Navarra de Balonmano desde que se inició en el balonmano, obteniendo varios títulos tanto a nivel provincial. Fue parte de la selección navarra juvenil que levantó la medalla de plata en el Campeonato de España de 2022 junto a Nerea Baquedano, Kelly Nnonzie y Estitxu Rodriguéz.
Tras mudarse a Málaga para estudiar en la Universidad de Málaga empezó a jugar con el equipo de Primera División Fundación Unicaja Costa del Sol Málaga, filial del Club Balonmano Femenino Málaga Costa del Sol. Su buen trabajo con el equipo de base le ha hecho debutar y participar en más de un partido con las "Panteras". El 8 de enero de 2025 Leyre hizo su debut con el primer equipo en la Liga Guerras Iberdrola en un encuentro contra Club Balonmano Morvedre, en el que anotó su primer gol en la máxima competición,  repitiendo varias convocatorias y minutos en la fase final de la temporada 2024/25, tanto en Liga como en Copa de la Reina.

## Títulos y galardones
- 1 x Medalla de plata del Campeonato de España (CESA 2022)[4]
- 1 x Medalla de oro en el Campeonato Universitario Andaluz (con la Universidad de Málaga)
- 1 x Medalla de bronce en el Campeonato de España de clubes (con el Anaitasuna)[8]